# Mont-sur-Marchienne
Mont-sur-Marchienne är en ort i Belgien.   Den ligger i provinsen Hainaut och regionen Vallonien, i den centrala delen av landet, 50 km söder om huvudstaden Bryssel. Mont-sur-Marchienne ligger 154 meter över havet och antalet invånare är 11 391.
Terrängen runt Mont-sur-Marchienne är platt, och sluttar norrut. Runt Mont-sur-Marchienne är det tätbefolkat, med 947 invånare per kvadratkilometer.. Närmaste större samhälle är Charleroi, 3,5 km nordost om Mont-sur-Marchienne. 
Runt Mont-sur-Marchienne är det i huvudsak tätbebyggt.